# Китайский сервиз
«Китайский сервиз» (название «Китайскій сервизъ» в титрах выполнено в дореформенной орфографии) — российская кинокомедия 1999 года режиссёра Виталия Москаленко.

## Сюжет
Российская империя, 1913 год. Самый комфортабельный и богатый речной пароход «Святитель Николай» плывёт по Волге из Царицына в Нижний Новгород на празднование 300-летия дома Романовых. Известно, что на пароходе находятся мошенники, возглавляемые аферистом международного уровня — Пинскер-Ландау. Их цель — обыграть в покер Фрола Сатановского (Владимир Меньшов), одного из самых богатых купцов Российской империи. Но кто из собравшихся пассажиров — мошенник? Этим вопросом займётся неутомимый сыщик Арсений Мышко (Сергей Никоненко), агент имперского сыска.

## В ролях
| Актёр                | Роль |
| -------------------- | --- |
| Анна Самохина        | Зинаида Аполлинариевна Волошина, певица, исполнительница романсов, всероссийская знаменитость (поёт Евгения Смольянинова). На самом деле мошенница Пинскер-Ландау |
| Олег Янковский       | Дмитрий Петрович Панин, карточный гроссмейстер и алгоритмист. Выдаёт себя за графа Строганова                                                                     |
| Сергей Никоненко     | Арсений Петрович Мышко, агент имперского сыска |
| Владимир Меньшов     | Фрол Аверьянович Сатановский, купец, золотопромышленник, страстный игрок                                                                                          |
| Сергей Безруков      | Николай Сидихин, простоватый купец третьей гильдии «из Больших Медведей». На самом деле руководитель банды мошенников-покеристов                                  |
| Сергей Габриэлян     | штабс-капитан Пантелеймон Суматохин |
| Александр Резалин    | Максуд Хундамов, нефтяной магнат, любовник Зинаиды Волошиной. На самом деле мошенник-жиголо Василий Павлович Огрызкин                                             |
| Евгения Дмитриева    | Эльжбета Яновна Квятковская, помощница и секретарь Мышко |
| Богдан Ступка        | Лапсин, спившийся артист, дрессировщик тараканов |
| Екатерина Стулова    | «баронесса», кокотка |
| Ирина Безрукова      | «графиня», кокотка |
| Владимир Фирсов      | управляющий казино |
| Юрий Думчев          | Ефрем, слуга Панина-«Строганова» |
| Сергей Рубеко        | Жорж Сергеев, лакей первой категории |
| Максим Лагашкин      | официант |
| Василий Куприянов    | Ульрих (роль озвучил Александр Клюквин) |
| Александр Ревенко    | Васька Булкин, сообщник Сидихина |
| Долон Жумабаев       | китаец из свиты Панина-«Строганова» |
| Юрий Слободенюк      | боцман |
| Игорь Регнер         | капитан парохода |
| Владимир Епископосян | первый абрек из свиты Сатановского |
| Алан Парсеев         | второй абрек из свиты Сатановского |
| Андрей Давыдов       | генерал |
| Иван Волков          | лже-вахмистр |
| Наталья Бочкарёва    | эпизод |
| Владислав Колмыков   | манипуляции с картами |

## Съёмочная группа
- Автор сценария и режиссёр: Виталий Москаленко
- Оператор: Юрий Невский
- Художник: Светлана Соснина
- Постановщик трюков: Сергей Воробьёв, Антон Смекалкин
- Продюсеры: Александр Литвинов, Владимир Меньшов, Наталья Попова
- В записи музыки принял участие симфонический оркестр имени С. В. Рахманинова под управлением Андрея Чистякова.

## Факты
- В фильме сыщик носит фамилию Мышко́, что перекликается с фамилией одного из начальников Московского уголовного сыска — Кошко́.
- Съёмки фильма проходили на трёхпалубном пассажирском теплоходе проекта 588 «Эрнст Тельман» (с 2005 года — «Цезарь»). Снимали на Волге между Ярославлем и Нижним Новгородом.[6]
- Музыкальным лейтмотивом фильма является русская народная песня «Однажды морем я плыла», мелодия которой в различных вариациях проходит через весь фильм.
- В фильме звучит также русский романс «Не обмани» (музыка А. И. Дюбюка на стихи Генриха Гейне в русском переводе поэта Алексея Апухтина). Романс был почти забыт, но обрёл вторую жизнь, прозвучав в фильме «Китайский сервиз».
- В конце фильма использован следующий приём. Все герои фильма словно позируют для общей фотографии, и вид этой сцены превращается в фотографию из старинного альбома — чёрно-белую, тонированную в цвет сепии. Затем этот альбом с фотографиями действующих лиц и именами исполнителей перелистывается под мелодию-лейтмотив фильма — вариации для струнных на тему песни «Однажды морем я плыла». Ранее такой приём был использован в фильме 1976 года Арво Круусемента «Лето».
- В фильме неоднократно слово «афе́ра» (от фр. affaire «дело»; жарг. «дурное дело, неприятность») произносится (стилизуется) как «афёра», впрочем, это явление существует ещё со времён древнерусского языка.